# Пляжний гандбол

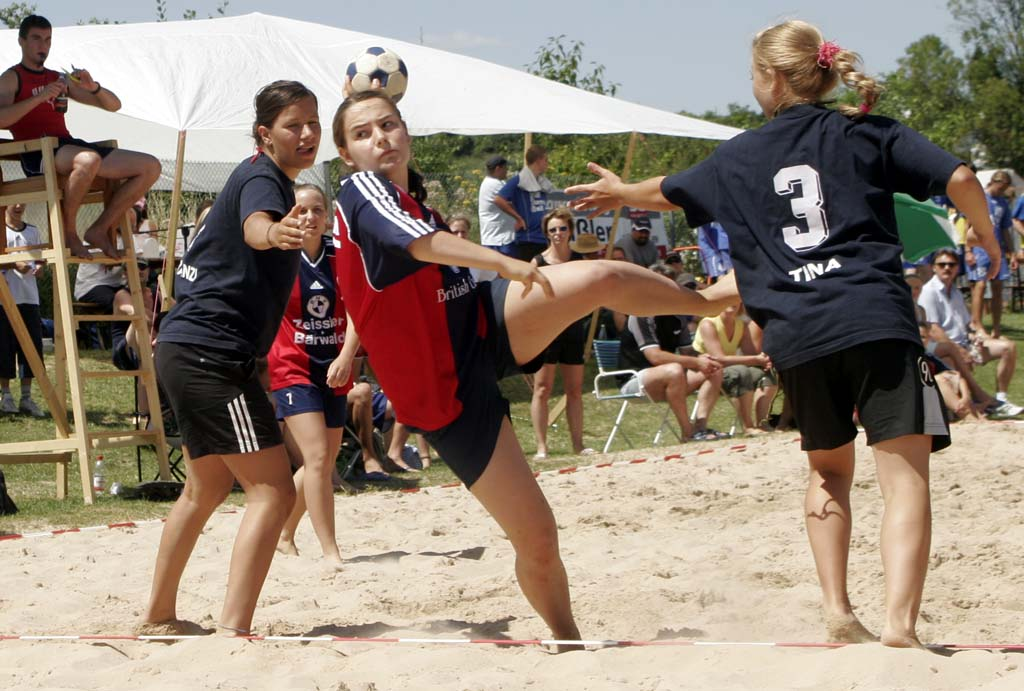
Кидок в пляжному гандболі

Пля́жний гандбо́л (біч-гандбол) — командна гра з м'ячем, що проводиться на піщаних пляжах. Змагання з пляжного гандболу організовуються для чоловічих, жіночих та змішаних команд.

## Історія гри
Пляжний гандбол з'явився на початку 90-х років XX століття в Італії, де й розробили правила гри. Є думка, що цей вид спорту з'явився, як і класичний гандбол, на уроках фізкультури. Зараз пляжний гандбол розвивається більш ніж в 40 країнах.

## Правила гри
Майданчик
Майданчик для гри у пляжний гандбол являє собою прямокутник довжиною 27 і шириною 12 м, що включає ігрову зону та дві площі воріт. Поверхня майданчика повинна бути засипана піском глибиною не менше 40 см. Навколо ігрового майданчика повинна бути передбачена зона безпеки розміром приблизно 3 м. Ігрова зона має 15 м в довжину та 12 метрів в ширину. Її межі позначаються кольоровою стрічкою або мотузкою шириною не більше 8 см. Всі лінії на майданчику є складовою частиною площі, яку вони обмежують.
Довгі обмежувальні лінії називаються бічними лініями, короткі — лініями воріт (між стійками воріт) та зовнішніми лініями воріт (з обох боків воріт).
Ворота
Ворота встановлюються по центру лінії воріт. Розміри воріт: ширина 3 м і висота 2 м.
Ворота повинні мати сітку. Перед кожними воротами розташовується площа воріт.
Площа воріт обмежується лінією площі воріт, яка проводиться таким чином: паралельно (зовнішньої) лінії воріт в 6 м від неї кріпиться стрічка або мотузка.
М'яч
У грі використовується гумовий м'яч. Для чоловічих команд вага м'яча 350—370 г, з окружністю 54—56 см, для жіночих команд вага м'яча 280—300 г з окружністю 50—52 см. Для дитячих команд може бути використаний легший м'яч.
Склад команди
Команда складається з 8 гравців. Принаймні 6 гравців повинні перебувати на майданчику на початку гри. Якщо кількість гравців з правом грати стає менш ніж 4, то гра припиняється і переможцем оголошується команда суперника.
Кожна команда повинна мати не менше 4 гравців на ігровому майданчику (3 польових гравці та 1 воротар). Інші гравці є запасними і повинні залишатися в зоні заміни.
Всі польові гравці команди повинні бути одягнені в однакові майки без рукавів. Колір і дизайн форми однієї команди повинні чітко відрізнятися від кольорів другої команди. Воротарі повинні мати форму, кольори якої чітко відрізняються від кольору форми польових гравців обох команд і воротаря команди суперника. У формі воротаря повинні перебувати не більше 2 гравців у кожній команді. На воротарів можуть бути одягнуті поверх ігрової форми прозорі майки (наприклад, світлих відтінків, крізь які можна було б розрізнити їхні ігрові номери).
Всі гравці повинні грати босоніж. Забороняється грати в спортивному або будь-якому іншому взутті, але дозволяється грати в шкарпетках або бинтувати ступні.
Початок гри
Перед початком матчу судді проводять жеребкування (підкидають монету) для вибору воріт і зон заміни. Команда, яка виграла жеребкування, вибирає або одну зі сторін майданчика, або відповідну зону заміни. Друга команда робить свій вибір відповідно до рішення першої команди.
Гра починається зі свистка судді. Після першої половини команди міняються місцями. Зони замін не змінюються.
Кожна половина гри, а також «золотий гол» починаються зі спірного кидка, після свистка судді.
Час гри
Гра складається з двох періодів, рахунок в яких ведеться роздільно. Кожний період триває 10 хвилин. Перерва між ними — 5 хвилин.
Поняття голу
Гол зараховується, якщо м'яч всією своєю окружністю перетинає всю ширину лінії воріт, за умови, що не було порушення правил гравцем, який кидав м'яч, або іншим членом команди до або під час кидка. Гол зараховується, навіть якщо гравець команди, що захищається, припустився порушення правил в момент польоту м'яча у ворота. Гол не зараховується, якщо суддя або хронометрист перервали гру до повного перетину м'ячем лінії воріт. Гол зараховується, якщо щось або хтось, хто не бере участі в грі (глядачі тощо), завадили попаданню м'яча у ворота, а судді не сумніваються в тому, що м'яч, в іншому разі, обов'язково потрапив би у ворота. За закинутий м'яч у ворота після піруету до рахунку додається ще одне додаткове очко. М'яч, закинутий з 6-метрового кидка, дає 2 очки.
Також два очки присуджуються, якщо м'яч у ворота закидає воротар.
Визначення результату гри
Якщо наприкінці періоду рахунок залишається нічийним, використовується правило «золотого гола».
Переможцю кожного періоду присуджується одне очко.
Якщо обидва періоди виграла одна команда, ця команда оголошується переможцем з рахунком 2:0. Якщо кожна з команд виграє по періоду, то результат буде нічийним. Оскільки завжди має бути переможець, застосовується серія булітів (один гравець проти воротаря). П'ять гравців, з правом грати, виконують кидки поперемінно з командою суперника. Якщо воротар входить до числа гравців, що виконують кидки, то при виконанні свого кидка він розглядається як польовий гравець. Переможцем оголошується команда, яка здобула більшу кількість очок після виконання 5 кидків. Якщо після першого кола результат ще не визначений, то кидки тривають. Команди міняються місцями. Знову 5 гравців, які мають право грати, виконують кидки, чергуючись з командою суперника. Цього разу починає інша команда. У цьому раунді й будь-якому наступному результат матчу вирішується: переможцем вважатиметься та команда, яка буде лідирувати після однакового числа спроб взяття воріт.
Закінчення гри
Гра закінчується після фінальної сирени. За відсутності такого сигналу, суддя дає свисток про закінчення часу гри.